# Brjanskij rajon
Il Brjanskij rajon (in russo Брянский район?) è un rajon dell'Oblast' di Brjansk, nella Russia europea; il capoluogo è Brjansk. Istituito nel 1929, ricopre una superficie di 1.860 chilometri quadrati e nel 2010 ospitava una popolazione di 55.817 abitanti. Il centro amministrativo è il villaggio di Gliniščevo.